# Max Miller
Pour les articles homonymes, voir Miller.
Thomas Henry Sargent, dit Max Miller, né et mort à Brighton (2 novembre 1894-7 mai 1963), est un acteur et humoriste britannique, également surnommé The Cheeky Chappi. Il est considéré au Royaume-Uni comme l'un des plus grands humoristes de sa génération.